# 雅德薇加·雅蓋隆卡 (1513-1573)
雅德薇加·雅蓋隆卡（波蘭語：Jadwiga Jagiellonka，1513年3月15日—1573年2月7日），布蘭登堡選侯夫人，波蘭國王齊格蒙特一世的女兒。

## 家庭
1535年，雅德薇加與布蘭登堡選侯約阿希姆二世結婚，兩人共有1子3女：
1. 伊莉莎白·瑪格達琳（德语：Elisabeth Magdalene von Brandenburg）（1537年—1595年）
2. 西吉斯蒙德（英语：Sigismund of Brandenburg）（1538年—1566年）
3. 海德薇希（1540年—1602年）
4. 索菲（德语：Sophie von Brandenburg (1541–1564)）（1541年—1564年）